# Jüdische Gemeinde Kippenheim

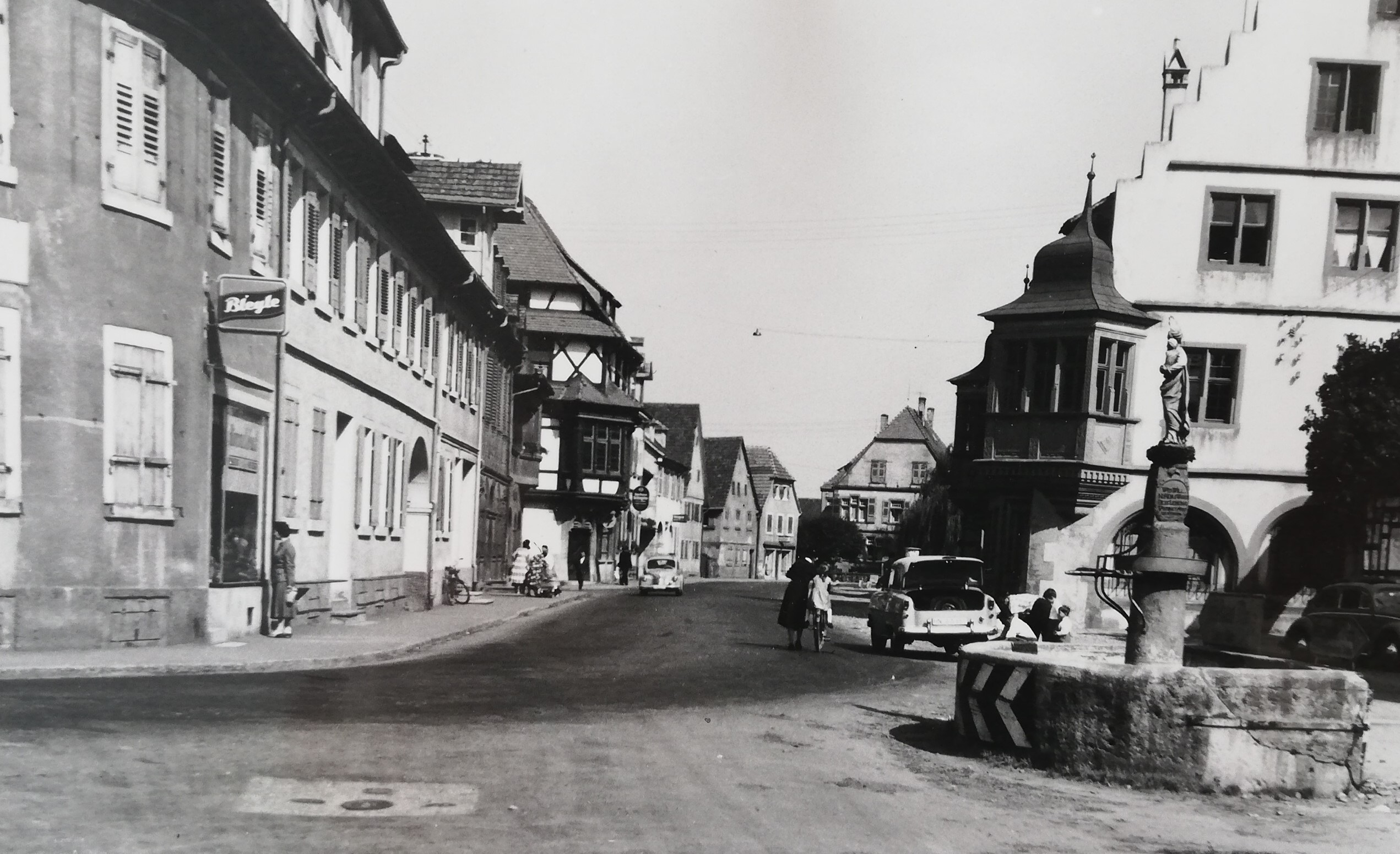
Kippenheim in Baden. Bild aus der Sammlung des Jüdischen Museums der Schweiz

Eine Jüdische Gemeinde in Kippenheim im Ortenaukreis in Baden-Württemberg bestand von der Mitte des 17. Jahrhunderts bis 1940.

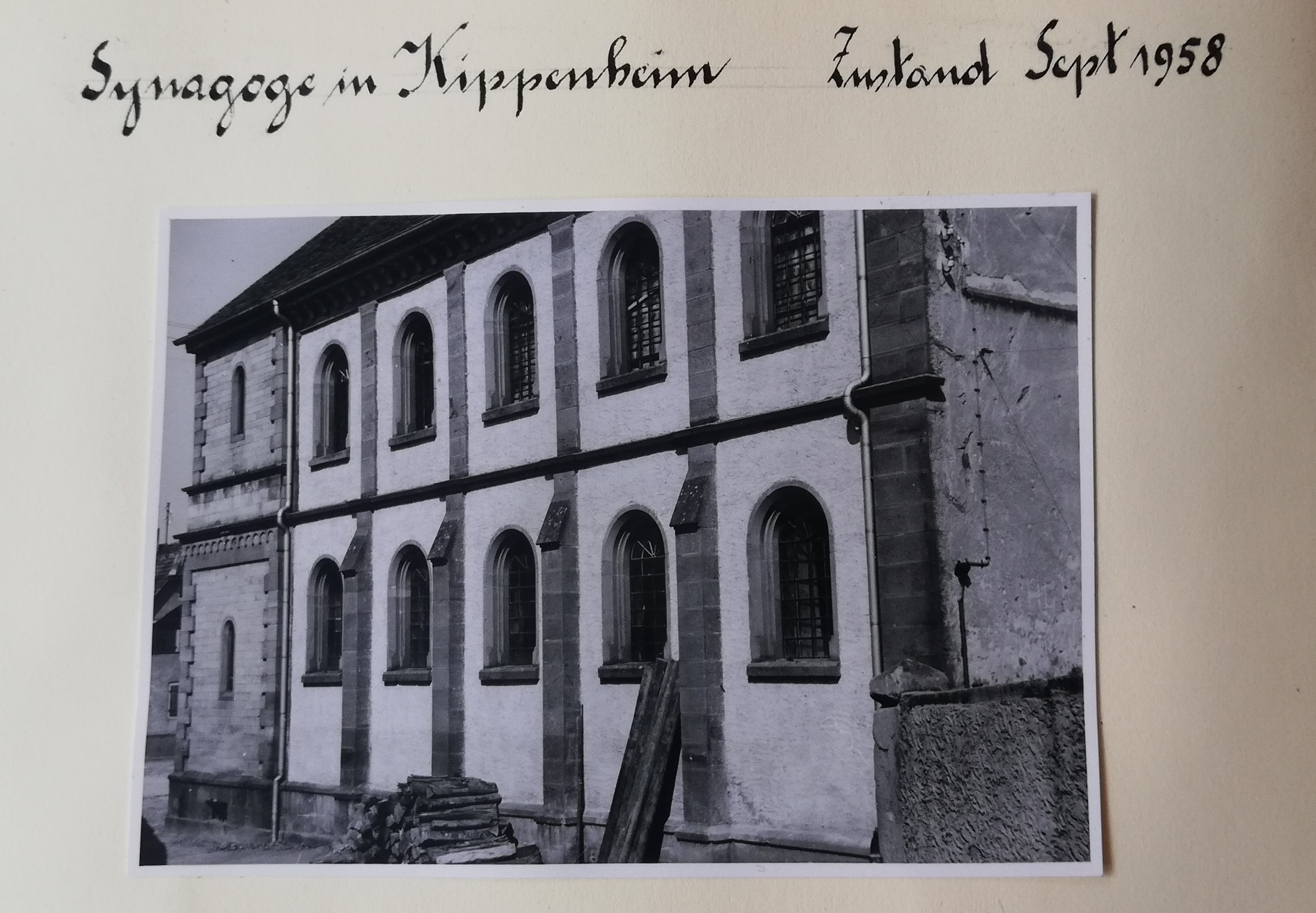
Synagoge in Kippenheim. Bild aus der Sammlung des Jüdischen Museums der Schweiz

## Geschichte

### Bis 1933
Die Kleinstadt Kippenheim unterstand bis 1809 den Markgrafen von Baden, die zunächst eine restriktive Judenpolitik verfolgten. Ab Mitte des 17. Jahrhunderts durften sich hier die ersten jüdischen Bewohner niederlassen, um 1680 waren dies vier Familien. Der älteste, um 1750 eingerichtete Betsaal befand sich an der höchsten Erhebung des „Judengässle“ – im Volksmund auch „Zionsberg“ genannt. Die stark anwachsende Gemeinde ließ 1850/1851 in der Poststraße einen Neubau im neuromanischen Stil errichten. Bereits 1842 war zu diesem Zweck eine Synagogenbaukasse eingerichtet worden. Die nach Plänen des Freiburger Architekten Georg Jakob Schneider errichtete Kippenheimer Synagoge wurde im Januar 1852 feierlich eingeweiht. Ab 1874 bestand in Kippenheim eine Simultanschule unter staatlicher Aufsicht, die von allen Kindern, unabhängig von ihrer Konfession, besucht wurde. Verstorbene Gemeindeangehörige wurden auf dem nahen Verbandsfriedhof in Schmieheim begraben. Seit 1790 gehörte Kippenheim zum Bezirksrabbinat Schmieheim, das 1893 nach Offenburg verlegt wurde.
In den 1870er Jahren erreichte die Zahl der jüdischen Gemeindemitglieder mit mehr als 300 Personen den Höchststand und bildete 15 % der Einwohnerschaft des Ortes. Der Kantor Albert Weill (1867–1950), Vater des Komponisten Kurt Weill, stammte aus Kippenheim. Bis zur Machtergreifung der Nationalsozialisten waren die in Kippenheim ansässigen jüdischen Familien für das Wirtschaftsleben des Ortes von großer Bedeutung.
1926 wurde hier der israelische Unternehmer Stef Wertheimer geboren. Das letzte in Kippenheim geborene jüdische Kind war die Chemikerin Inge Auerbacher.

### Zeit des Nationalsozialismus
1933 lebten in Kippenheim noch 144 jüdische Bewohner. Zwar wurde der Boykottaufruf am 1. April 1933 nur sehr zögerlich befolgt, doch in den folgenden Jahren setzte der nur aus NSDAP-Mitgliedern bestehende Gemeinderat konsequent judenfeindliche Anordnungen durch. 1936 gaben alle jüdischen Viehhändler Kippenheims ihren Handel auf. Bis zum Novemberpogrom 1938 verließen weitere 45 Personen ihre Heimatgemeinde; die meisten fanden in den USA Asyl.
Am Morgen des 10. November 1938 zerstörte eine HJ-Abteilung der nahen Gebietsführerschule Lahr die Inneneinrichtung der Synagoge. Die Gottesdienstbesucher wurden zum Rathaus getrieben und zusammen mit Männern aus dem nahen Altdorf einem Gestapo-Kommando übergeben, das sie ins KZ Dachau verbrachte. Bei der „Wagner-Bürckel-Aktion“ im Oktober 1940 wurden etwa 30 Kippenheimer Juden ins Lager Gurs deportiert. Damit endete jüdisches Leben in Kippenheim.
Von den 144 im Januar 1933 in Kippenheim lebenden Juden überlebten 113 Juden die NS-Zeit; 31 fielen dem NS-Terror zum Opfer.